# Modliborzyce (Lublin)
Pour les articles homonymes, voir Modliborzyce.
Modliborzyce (prononciation : [mɔdlibɔˈʐɨt͡sɛ]) est une ville de la voïvodie de Lublin, dans le sud-est de la Pologne. 
Elle est le siège administratif (chef-lieu) de la gmina de Modliborzyce. 
Modliborzyce se situe à environ 9 kilomètres au nord-ouest de Janów Lubelski (capitale du powiat) et 70 kilomètres au sud de Lublin (capitale de la voïvodie).

Sa population s'élevait à 1 435 habitants en 2013.

## Histoire
Modliborzyce a obtenu le statut de ville en 1631, mais redevient village en 1869. Elle retrouve son statut de ville le 1er janvier 2014.
De 1975 à 1998, le village est attaché administrativement à la voïvodie de Tarnobrzeg.

Depuis 1999, il fait partie de la voïvodie de Lublin.